# كواكوس دي يستي
بلدية كواكوس دي يستي (بالإسبانية: Cuacos de Yuste)‏، هي بلدية تقع في مقاطعة قصرش والتي تقع في منطقة إكستريمادورا، غرب إسبانيا.
يبلغ عدد سكانها 961 نسمة وفقاً لإحصائية سنة (2002).